# Crossplay

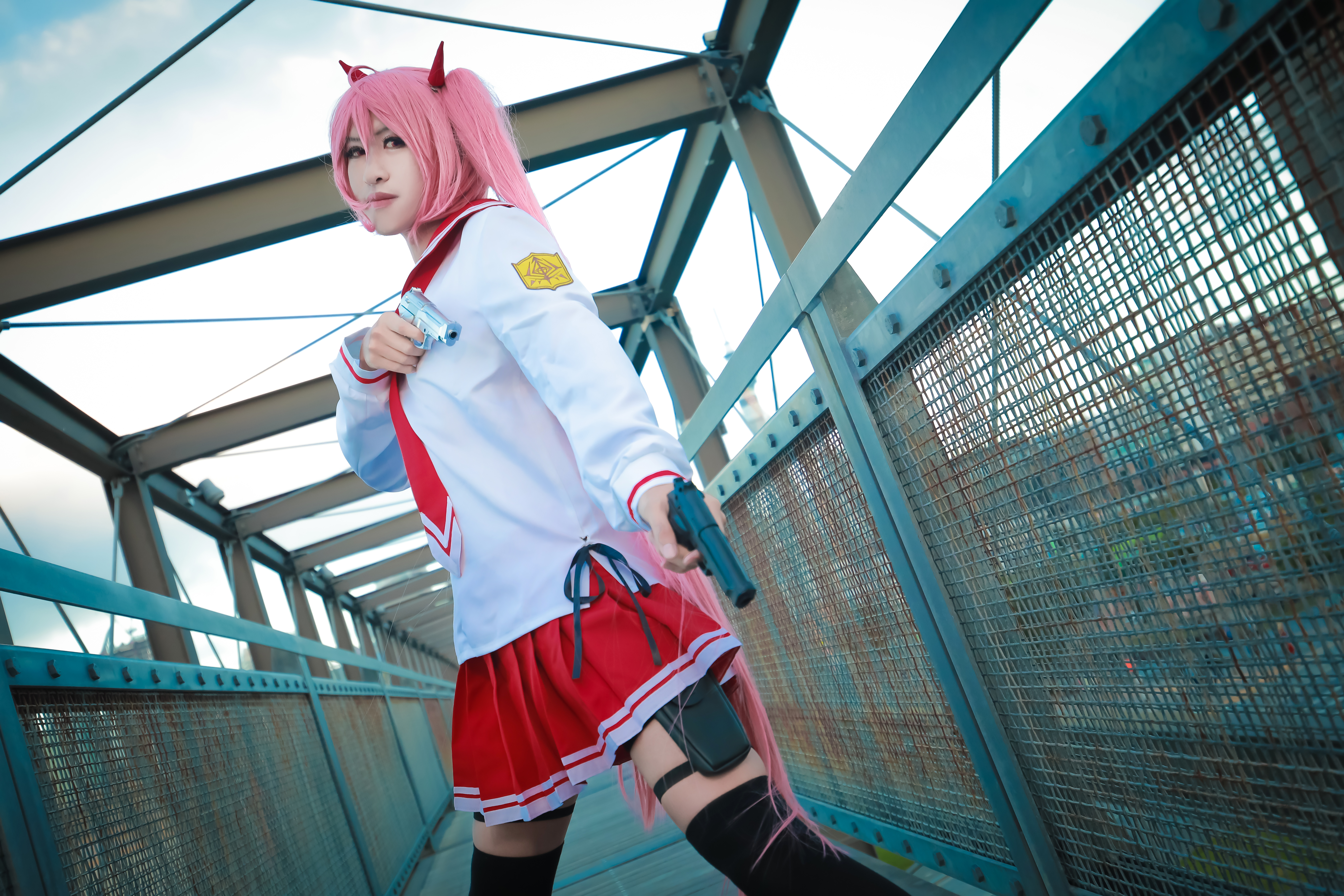
紐西蘭偽娘coser結佳梨Yukari扮演緋彈的亞莉亞中的女主角Aria H. Kanzaki

Crossplay是人扮成另一個性別的角色的Cosplay。
「cosplay」一詞是在日本ACG Cosplay文化進入美國之後，美國人注意到某些Cosplay與美國本土「cross dressing」的結合而創造的新詞。在日本似乎並沒有將跨性別的部分獨立討論，仍然全部叫做Cosplay。無論如何，日本的ACG作品中已經出現Cosplay角色。像是《烏龍派出所》就有好幾位。

Cosplay與傳統扮裝之間的關係並不親近。Cosplay玩家與跨性別異裝人士並沒有高度聯繫。但是有些技巧是相通的，例如將男性身材扮成女性的技巧。性質上則近似戲曲的反串，即同樣是為了扮演異性角色而裝扮成異性，並非在日常生活中以異性打扮示人。不論是在美國日本或台灣，男性扮演女性ACG角色常會引起注意。女性扮成男性角色則比較常見，不會受特別注意。這也許是因為角色扮演玩家女性多於男性的緣故，且男性普遍缺乏在女性身上常見的嬌柔媚態和細緻外表（個別情況例外），故此男性扮演女性ACG角色往往會被大眾賦予的印象，要麼洋相百出、穿崩連連、及至個人聲譽及利益受損，要麼破綻少得使大眾對其性別判斷都一時失語。

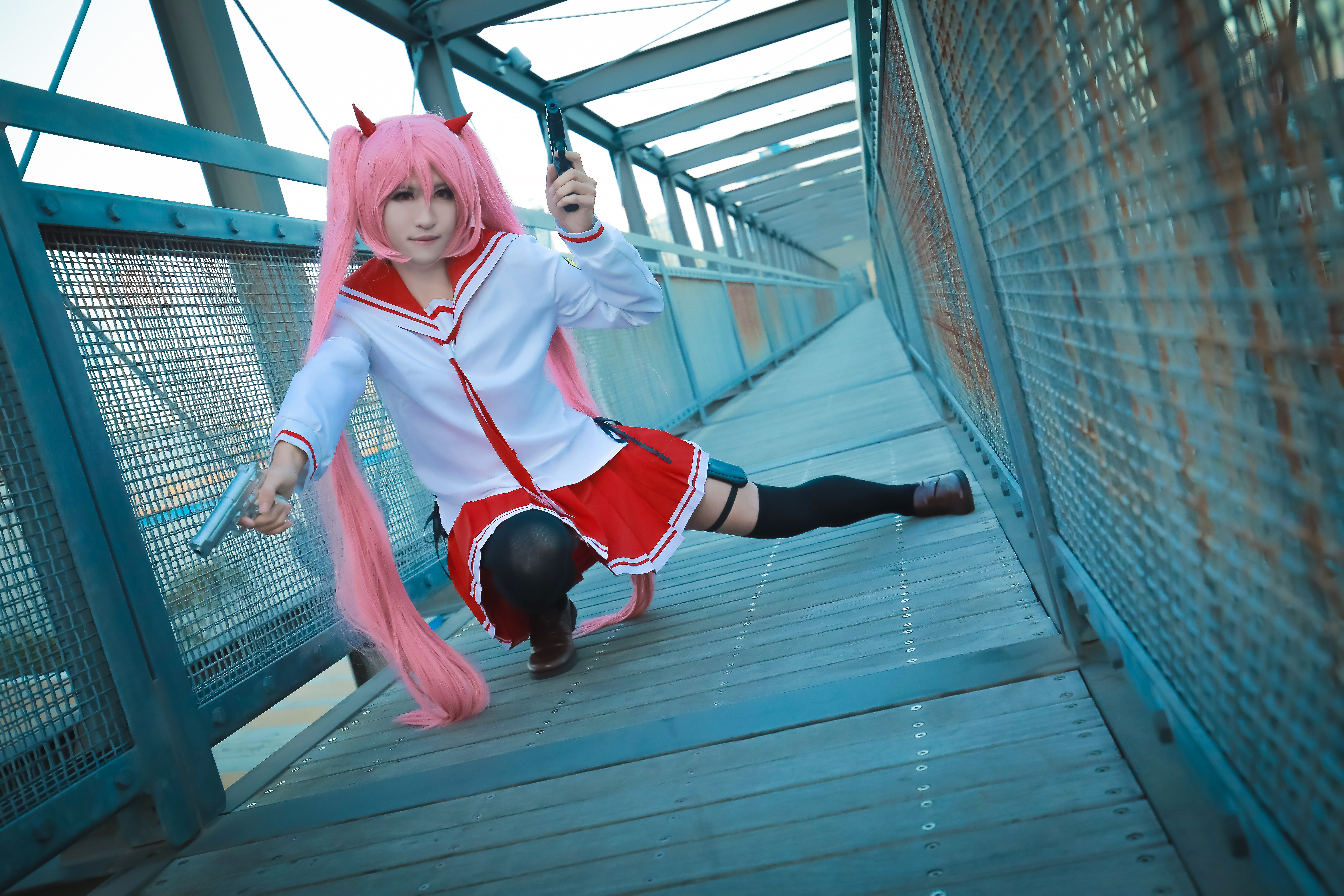
紐西蘭偽娘coser結佳梨Yukari扮演緋彈的亞莉亞中的女主角Aria H. Kanzaki

除此之外，Crossplay也是一種音樂技巧。

## 參看
- 反串
- 偽娘
- 中性

## 外部連結
- Lander ... 2001 介紹一個美國player的文章。（英文）
- 秋穂リシアのコスプレ中心ウェブサイト Akiho Licia's Cosplay Pics Shrine（页面存档备份，存于） 一個日本player的個人網站（日語）